# Horace St Paul
Sir Horace David Cholwell St Paul, 1er baronnet (6 janvier 1775 - 8 octobre 1840) est un soldat anglais et membre du Parlement.

## Biographie
Il est né à Paris, le fils aîné d'Horace St. Paul of Ewart Park, Northumberland. Son frère cadet est Henry St Paul, député de Berwick-upon-Tweed de 1812 à 1820. Son père, un gentleman de Northumbrie contraint à l'exil après avoir tué un homme en duel, est un soldat de fortune pendant la guerre de Sept Ans, qui rentre en Angleterre avec un titre autrichien et une grâce royale, se distinguant par la suite dans la diplomatie, avant de prendre sa retraite dans sa maison ancestrale.
St Paul fait ses études à Houghton le Spring et le Collège d'Eton (1783). Il succède à son père en 1812 en tant que comte de l'Empire autrichien.
Il rejoint l'armée britannique en tant qu'enseigne dans le 1er régiment d'infanterie en 1793 et est promu lieutenant en 1794. Il est transféré au 1st Dragoon Guards comme cornette en mars 1794, devient lieutenant en juillet 1794 et capitaine en 1798. Il est ensuite major dans le 5e régiment d'infanterie en 1802, et devient lieutenant-colonel breveté en 1811 et colonel (à demi-solde) en 1820.
Il est élu député de Bridport en 1812, siégeant jusqu'en 1820, date à laquelle il est battu par Christopher Spurrier. Cependant, il retrouve le siège sur pétition et siège à nouveau jusqu'en 1832. Il est créé baronnet le 17 novembre 1813.
En 1832, il tente de remporter le siège nouvellement créé de Dudley mais est battu par le Whig, Sir John Campbell .
Il épouse, le 14 mai 1803, Anna Maria, fille naturelle et héritière de John Ward (2e vicomte Dudley et Ward) et a un fils et 5 filles. Il est remplacé par son fils Horace (1812-1891), député du Worcestershire East, qui lui succède comme comte et baronnet.